# Suore dell'adorazione riparatrice
Le suore dell'adorazione riparatrice (in francese Sœurs de l'Adoration Réparatrice) sono un istituto religioso femminile di diritto pontificio.

## Storia

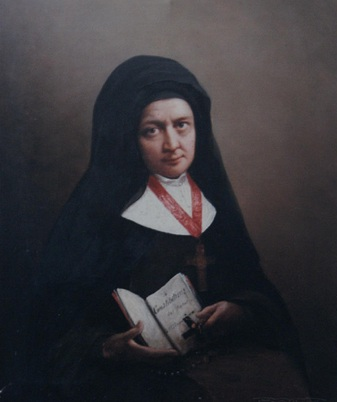
Maria Teresa del Cuore di Gesù, fondatrice della congregazione

La congregazione sorse a opera Theodolinde Dubouché (1809-1863): in principio aveva meditato l'idea di entrare nel Carmelo di rue d'Enfer a Parigi, ma poi ebbe l'ispirazione di dare inizio a una nuova famiglia religiosa, interamente dedicata all'adorazione del Santissimo Sacramento in spirito di riparazione.
L'istituto, detto inizialmente Terz'ordine regolare del Carmelo per la riparazione, venne fondato a Parigi il 6 agosto 1848; vivente la fondatrice, vennero fondate due filiali (a Lione e a Châlons-sur-Marne); in seguito alla congregazione si unirono le religiose riparatrici di Saint-Dizier (1909) e di Saint-Affrique (1939), due comunità con le stesse finalità.
Nel 1853 papa Pio IX concesse alle suore dell'adorazione riparatrice il breve di lode; la congregazione ricevette l'approvazione della Santa Sede nel 1865 e le sue costituzioni nel 1887.
La causa di beatificazione della fondatrice, in religione madre Maria Teresa del Cuore di Gesù, venne introdotta nel 1900; papa Pio X l'ha dichiarata venerabile il 18 marzo 1913.

## Attività e diffusione
Le suore si dedicano principalmente alla preghiera contemplativa, ma anche a lavori come la confezione di paramenti e arredi sacri o la preparazione delle ostie.
La congregazione conta case in Francia e Regno Unito; la sede generalizia è a Parigi.
Alla fine del 2008 la congregazione contava 27 religiose 4 case.